# Asura interserta
Asura interserta là một loài bướm đêm thuộc phân họ Arctiinae, họ Erebidae.